# Kaos Urbano
Kaos Urbano es un grupo de punk y Oi! formado por skinheads antifascistas de Alcobendas (Madrid). En sus inicios, a mediados de la década de los 90, el grupo quedó definido por sus letras directas contra el fascismo, el españolismo y el nacionalismo en general y el capitalismo.

## Historia
Kaos Urbano surge a finales de 1995 en Alcobendas, Madrid. Jóvenes punks y skins antifascistas y antirracistas deciden ponerle música a su realidad de lucha y reivindicación. En un barrio obrero marcado por la decadencia y la falta de oportunidades, y sin apenas referentes en la península que hicieran su estilo de música, se lanzan a la composición y a la aventura de la música con los medios que tienen a su alcance.
No tardan en hacerse oír y, a finales de 1997, graban su primera maqueta,  “Falsa democracia”. Este trabajo no solo cautivó a muchos jóvenes de la época, sino que, con el tiempo, se convirtió en un auténtico icono. A día de hoy, su sonido sigue siendo más que respetable. Empiezan los conciertos, y a pesar del poco tiempo en activo de la banda, a sus conciertos asisten cientos y cientos de jóvenes que luchan y gritan contra el sistema establecido, contra el racismo y fascismo y contra el capitalismo salvaje en todas sus vertientes….
En el año 98 graban su segunda maqueta, “Son eskoria”, las canciones de esta maqueta empezaran a sonar por medio mundo y Kaos Urbano empieza a hacerse más que un hueco en la escena estatal de la época, pero es en el 2000 con el lanzamiento de su primer disco “Bronka & Rebelión” cuando se consolidan como una de las mejores bandas de Punk oi! a nivel mundial, los conciertos solidarios y la lucha activa de la banda a través de la música no cesa ni un segundo.
En 2002 la banda, con Sku (cantante) convertido en un imparable frontman y compositor, entran en estudio a grabar su disco titulado “No hay vuelta atrás” donde siguen componiendo himnos con los que todos sus seguidores se siguen sintiendo más que identificados y que se quedan ya instaurados como banda sonora del movimiento antifascista de todo el mundo.
En 2005 entra en la banda Peke a la batería, un niño de 17 años, amigo y seguidor de la banda y que le da un toque y un sonido más punk al grupo quedándose instaurado un sonido y un género más que personal por el que el resto del mundo les pone la etiqueta de Streetpunk y ellos lo llevan a lo más alto grabando el disco “El orden del kaos”, el disco más punk y más kaotiko de la banda pero que tiene un sonido tan especial y unos temas tan característicos que a día de hoy muchas de esas canciones siguen perennes de por vida en el set list.
Empiezan las giras internacionales y el sin fin de viajes por toda la península, la banda se recorre parte de Europa y cruza el charco para ir a Chile, Colombia y Venezuela en 2007, es aquí cuando el grupo se da cuenta de todo el potencial y repercusión que tiene fuera de sus fronteras, agotando entradas en Latinoamérica y dando conciertos que ni ellos mismos se creen; Sacan incluso un disco compartido con un grupo Chileno, disco que se recorrería todo el mundo y llegaría a todos los rincones de América. Aquí en la podrida España empiezan a ser uno de los primeros grupos en pisar muchos de los grandes festivales y es ahí también cuando decir todo lo que se piensa por los micrófonos puede no ser la mejor campaña de publicidad para un grupo de música como ellos, a buen entendedor...
En 2007 la banda se encuentra un poco saturada de tanto concierto y además varios miembros se encuentras involucrados en otros proyectos, así que les llegó ese difícil momento de darse un descanso y parar unos años, el grupo decide hacerlo grabando un directo en su pueblo, pero con la mala suerte que siempre también ha caracteriza a Kaos Urbano durante toda su carrera, un equipo nefasto de “técnicos de sonido” hacen una chapuza bastante curiosa, las primeras 2000 copias se vendieron demasiado rápido y el grupo mando que se dejara de fabricar eso... empezaba el descanso... "De Madriz al Infierno".
Es en 2011 cuando el grupo vuelve a las andadas, después de unos meses encerrados en el local tienen una pre-maqueta de unos temas que eran más que dignos de una vuelta por todo lo grande y vuelven al estudio para grabar el “Te olvidaste de matarme al nacer”, título que da nombre a uno de los temazos del disco, pero aun así el grupo no quedó muy contento con el sonido de ese disco y también renegaron de él, aunque varios de sus temas se mantengan en el repertorio y la presentación del disco hiciera que el grupo se volviera a recorrer toda la península y algunos países de Europa.
En 2012 el grupo va por primera vez a México y dan uno de los mejores conciertos de su vida, una macro discoteca a reventar y donde se dan unos disturbios brutales en la puerta por la cantidad de gente que se queda sin poder entrar…..el grupo quiere más y a los meses deciden volver más tiempo y embarcarse en una gira de 3 meses llamada Con cojones Tour donde viajaran desde el norte de México hasta el sur de Centroamérica y donde el grupo vive algunas de las peores y mejores experiencias de su vida y donde el grupo sale vivo de milagro de aquella aventura.
En 2013 la banda ya está más que consolidada en el panorama internacional y estatal y es cuando vuelven a sorprender a su público, después de todas las vivencias de los últimos años sacan el “Sexo, drogas ´& Streetpunk”, uno de sus mejores discos y con el que grupo llega a viajar hasta Canadá y a recorrerse todo el estado y parte de Europa.
Es en este momento en el que empiezan a trabajar mano a mano con Caníbal Producciones como agencia de management y el grupo sigue creciendo sin parar y en 2015 sacan un disco de versiones "Recuerdos & Raices", proyecto que empezaría a gestarse durante su gira de 2012 en México y que sale a la venta en dos versiones diferentes, una Europea y otra Latinoamérica.
Llega 2016 y sin parar ni un segundo ni de tocar ni de componer el grupo se encierra en el local para auto producir al 100% su último disco “La hora del baile”, disco que deja un increíble sabor de boca, tanto por la producción como por la calidad de las canciones y del sonido y es a raíz de esta última producción cuando el grupo toma una relevancia aun mayor saliendo ya en prácticamente todos los medios alternativos y no tan alternativos de la península y de parte del mundo, y el grupo ya se consolida como uno de los principales grupos de todos los festivales y mejor acogida en las salas del estado.
Y poco más que decir sobre estos clásicos del Punk / OI! de este país, a pesar de la mala suerte que han tenido toda su vida han conseguido hacerse un hueco y seguir día a día despertando conciencias con sus canciones.

## Discografía

### Falsa Democracia (Primera Maqueta)
1. Punks & Skins
2. Ni Guerra Entre Pueblos Ni Paz Entre Clases
3. Progreso
4. Sin curro
5. Información
6. Proletarios
7. Violencia Es La Vuestra
8. Podrido
9. Una Piedra Más
10. Lo Que Nos Dan
11. Rebeldes En Las Calles

### Son Escoria (Segunda Maqueta)
1. Korruptos
2. Okupa las calles
3. I Reich
4. Son escoria
5. Barrio obrero
6. Espíritu del 69
7. Presos a la calle
8. Xenofobia
9. Música Oi!
10. Huelga
11. Siempre radical
12. Rompe su tradición
13. Falsa democracia
14. Nuestra venganza

### Bronka y Rebelión
1. Bronka Y Rebelión
2. Musika Oi!
3. Plaga Social
4. Madrid Resiste
5. Okupa Las Calles
6. Kaos Urbano
7. Skinhead (30 Años)
8. Punk Y Skin
9. Barrio Obrero
10. Nueva Generación
11. Espíritu Del 69
12. Pasas El Tiempo
13. Anti-Español
14. I Reich

### No hay vuelta atrás
1. En Pie De Guerra Nada Nuevo
2. Inadaptados
3. Nacidos Del Odio
4. Volver A Golpear
5. Enemigos
6. Tiempo De Represión
7. Última Guerra
8. Worker Killer
9. Tu Pasado
10. Morir Matando
11. Larga Vida Al Oi!

### El Orden del Kaos
1. El orden del Kaos
2. Engendros de la nación
3. La memoria de los vencidos
4. Los hijos de la calle
5. Divide y vencerás
6. El odio
7. Vagos y maleantes
8. Ley de vida
9. Una vida marcada
10. Bastardos
11. El kaos del orden
12. Nuestra venganza

### A la Salud de los Muertos (Disco compartido conCurasbun Oi!)
1. Canción skinhead
2. Cerveza
3. Libres de una vez
4. Skingirls
5. Palestina
6. Espíritu del 77
7. Todos los policías son bastardos
8. En pie de guerra
9. Inadaptados
10. Nacidos del odio
11. Tiempos de represión
12. Worker killer
13. Morir matando
14. Larga vida al Oi!

### De Madriz al Infierno (En Directo, con DVD)
De Madriz al Infierno es un disco y DVD en formato digipack editado y distribuido por Working Class Records, grabado en directo el 10 de noviembre de 2007 en el auditorio de la casa de la juventud de San Sebastián de los Reyes (Madrid).
CD
1. Intro
2. Bronka y rebelión
3. Inadaptados
4. Divide y vencerás
5. De Madriz al infierno
6. Música Oi!
7. El orden del kaos
8. Morir matando
9. Nacidos del odio
10. Enemigos
11. Engendros de la nación
12. Vagos y maleantes
13. Anti-español
14. En pie de guerra
15. Nada nuevo
16. La memoria de los vencidos
17. Tu pasado
18. Los hijos de la calle
19. Nuestra venganza
20. 30 años

DVD
1. Intro
2. Bronka y rebelión
3. Inadaptados
4. Divide y vencerás
5. De Madriz al infierno
6. Música Oi!
7. El orden del kaos
8. Morir matando
9. Plaga social
10. Kaos Urbano
11. Nacidos del odio
12. Enemigos
13. Engendros de la nación
14. Vagos y maleantes
15. Anti-español
16. En pie de guerra
17. Nada nuevo
18. La memoria de los vencidos
19. Tu pasado
20. Los hijos de la calle
21. Nuestra venganza
22. 30 años
23. Anti todo
24. Larga vida al Oi!

Además, el disco incluye dos videoclips: "Inadaptados" y "Larga vida al Oi" y otros contenidos extras.

### Te olvidaste de matarme al nacer
1. Entre Las Sombras
2. Te Olividaste De Matarme Al Nacer
3. De Madriz Al Infierno
4. Por Volverte A Ver
5. La Maldición
6. Odio & Amor
7. Generación Perdida
8. A La Mierda
9. Miedo A Su Derrota
10. Nubes De Óxido
11. Tu Política

### Sexo, drogas Y StreetPunk
1. Sexo, Drogas Y Street Punk
2. Entregados
3. Anos Salvajes
4. Las Calles De Abajo
5. Ni Un Duro
6. Eterna Y Vieja Juventud
7. Somos La Peor
8. El Oi! En Las Venas
9. Basura
10. Solo Un Error
11. Se Congeló el Amor
12. He Vuelto A Beber
13. Rock & Roll Skinhead

### Recuerdos & Raíces
1. Los monos
2. Todo lo que digáis que somos
3. Mirando al abismo
4. Cuatro gatos
5. Bailaré sobre tu tumba
6. La locura
7. Skinhead
8. En las calles de Madrid
9. Dónde voy
10. Esto saldrá bien
11. Oi! Oi! Oi!
12. Piñas van

### La hora del baile
1. Intro
2. Pan y circo
3. Igual de cruel
4. 1, 2, 3, fuego!!
5. Hermano de sangre
6. No hay paraíso
7. Nuestros mejores momentos
8. D.E.P.
9. Devorados
10. Siempre estaré ahí
11. Me desangré
12. Ángel caído
13. Hasta la sepultura
14. Vacaciones en el bar
15. Los mató el estado